# Proposizione temporale in greco antico
La proposizione temporale del greco antico è una frase subordinata che esprime una situazione di tempo a cui è collegata una reggente.

## Formazione
- Espressione della contemporaneità:

ἐν ᾧ ("mentre"), ἡνίκα ("quando"), ὡς ("quando"), ὅτε ("quando")
- Espressione della posteriorità:

ἐπεί/ἐπειδή ("dopo che"), ὡς ("dopo che"), ὡς τάχιστα ("non appena"), ἐπεὶ πρῶτον ("non appena"), ἀφ' οὗ ("dal momento in cui/da quando"), ἐξ οὗ ("dal momento in cui/da quando")
- Espressione dell'anteriorità:

ἕως ("finché"), μέχρι(ς) (οὗ) ("finché"), ἄχρι(ς) (οὗ) ("finché"), ἔστε ("finché"), πρίν (ἤ) ("prima di/che") eventualmente preceduta da πρότερον/πρόσθεν.
Πρίν ha un funzionamento piuttosto complesso:
- se la reggente è positiva: πρίν regge l'infinito e ha il senso di "prima di/che". Se il soggetto è diverso dalla principale si usa la costruzione dell'accusativo con infinito.
- se la reggente è negativa: πρίν regge l'indicativo (fatti reali nel passato); regge ἄν + congiuntivo (fatti eventuali nel presente e futuro); regge l'ottativo obliquo (fatti ripetuti o eventuali nel passato). In questo caso ha il senso di "finché (non)".

Temporali esplicite: sono introdotte dalle tipiche congiunzioni "di tempo". Quando hanno un rapporto di contemporaneità o posteriorità con la principale, esse sono espresse con l'indicativo (nel caso di negazione con οὐ anteposto) per indicare circostanze reali; con il congiuntivo + ἄν, oppure l'ottativo in dipendenza di tempo storico, per indicare circostanze eventuali, quando si usa la negazione si inserisce μή. La particella πρίν (prima che) si trova nelle temporali che si costruiscono con l'infinito se la sovraordinata è affermativa, poi con l'indicativo se la sovraordinata è negativa, e se si vuole indicare un fatto realmente accaduto; o il congiuntivo + ἄν, oppure l'ottativo in presenza di tempo storico, se la sovraordinata + negativa, e se si vuole indicare un fatto eventuale o ripetuto.
Temporali implicite: si possono esprimere col participio congiunto, dal participio assoluto (solitamente si preferisce il genitivo assoluto), o da preposizioni con l'infinito sostantivato, che esprimono in base a specifiche particelle la contemporaneità (ἐν τῷ, ἅμα τῷ), la posteriorità (μετὰ τό) e l'anteriorità (πρὸ τοῦ) rispetto alla proposizione principale. Se il soggetto dell'infinito è diverso da quello della principale, si pone in accusativo. Esistono anche espressioni del tipo ἅμα τῇ ἡμέρᾳ "sul far del giorno/all'alba" (lett. "con il giorno").